# Eugène Lanti
Eugène Lanti (eigentlich: Eugène Adam, * 19. Juli 1879 in Néhou, Département Manche; † 17. Januar 1947 in Mexiko) war ein französischer Esperantist und Mitbegründer des linksgerichteten Esperanto-Verbandes Sennacieca Asocio Tutmonda (SAT). Das französische Pseudonym „Lanti“ bedeutet auf Deutsch „der Widerstandleistende“.

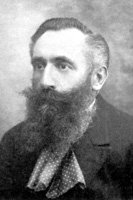
Eugène Lanti

## Leben
Lantis Eltern waren Landwirte. Er selbst arbeitete als Bauer, Tischler, Schreiner und Möbeldesigner. Er lernte 1914/15 Esperanto an der Front, wohin er als Sanitäter abkommandiert war. Nach dem Militärdienst widmete er sich ganz der Weltsprachenbewegung. Dabei war er anfangs noch unschlüssig zwischen Esperanto und dem seinerzeitigen Konkurrenten Ido. Damals wurde Lanti in Paris mit Lucien Bannier und Louis Glodeau bekannt. Mit den beiden zusammen gründete er den Verein Liberiga Stelo, den Vorläufer von SAT. Im Jahr 1921 erfolgte auf Anregung Lantis die Gründung von SAT und er wurde zum Komiteevorsitzenden ernannt.
Ab 1925 lebte Lanti in Paris, wo er Kontakt zu den führenden französischen Anarchisten hielt. 1934 heiratete er George Orwells Tante Ellen Kate Limouzin. Von Lanti lernt Orwell die mögliche ideologische Seite des Esperanto kennen. Diese Idee und einige Merkmale von Esperanto finden sich im Neusprech des Romans 1984.
Lanti plante, nach dem Vorbild des Petit Larousse ein Wörterbuch für Esperanto zu schaffen. So kam es 1930 zum Erscheinen des einsprachigen Plena Vortaro, des Vorgängers des Plena Ilustrita Vortaro.
Im Jahre 1933 trat Lanti von seinem Posten als Vorsitzender des SAT-Komitees, den der seit der Gründung innegehabt hatte zurück, da er die Kritik an seiner Person und seinem Streben nicht mehr ertragen konnte und die Einheit der Bewegung in Gefahr sah. Außerdem war er irritiert von den zunehmenden Repressionen gegen Esperantisten während der stalinistischen Säuberungen. Trotzdem arbeitete er weiterhin für die Ziele von SAT, besonders durch sein literarisches Werk. Er verfasste vor allem Essays und Übersetzungen (beispielsweise Voltaires  Candide). Sein Stil war bekannt als ein Muster an Einfachheit und Klarheit. So wurde er Protagonist des Sennaciismo (Bewegung der Nationslosen).
Im Ruhestand verließ er 1936 endgültig Frankreich und begab sich auf Weltreise. Er war in Japan, Australien, Neuseeland, Uruguay, Argentinien und Chile anzutreffen und erreichte schließlich Mexiko. An einer unheilbaren Krankheit leidend, beging er 1947 Selbstmord.

## Ziel Weltkultur
Als Beispiel der Durchdringung der SAT-Ideen mittels des neutralen Esperantos diene folgender Gedankengang Lantis:

„Wir müssen also erstens uns vollständig im klaren sein über die Notwendigkeit, Esperanto oft zu benutzen. So treten wir, zumindest im Geiste, heraus aus dem engen Rahmen unserer Nation mit dem Ziel einer Weltkultur. Wir sind verpflichtet, unsere Sprache stetig weiter zu erlernen, um ihren Geist zu genießen und sie mit neuen Ausdruckmöglichkeiten zum Leben zu erwecken. - Esperanto zu benützen, ohne dabei Verstöße gegen die Grammatik zu begehen, ist nur schmückendes Beiwerk. Was zählt, ist das Heimischmachen der Zamenhofschen Meisterleistung eines rationalen Ausdrucksmittels im Gehirn und in der Denkart. Besonders jeder Angehörige von SAT hat sich eifrig darum zu bemühen, damit unsere Bewegung allen die Möglichkeit geben kann, Esperanto materiell zu verwenden. - Die bisherige Anwerbestrategie gleicht dem Faß der Danaiden aus der Mythologie. Man warb und warb immer wieder, doch die Angeworbenen verbrachten bloß eine kurze Zeit in einer Esperantobewegung ohne Grund und Boden.  - Meine Hoffnung beruht darauf, daß sich schlußendlich alle ernsthaften Menschen die Tatsachen vor Augen führen. Sie werden begreifen, daß unser Anliegen nur dann auf festem Boden steht, wenn die Käufer von Esperantolehrbüchern nicht nach einiger Zeit Esperanto wieder den Rücken zukehren: sondern Mitglieder bei SAT werden, um aus dem Erlernten Nutzen zu ziehen! - Laßt uns doch allen Interessenten klarmachen, daß sie mit sich nationales Erbe mitschleppen, das man fortwerfen muß, indem man möglichst oft die nationslose Sprache verwendet mit Gleichgesinnten aus aller Herren Ländern. Esperanto möge in unseren Händen ein taugliches Erziehungsmittel sein, das aus uns würdige Erdenbürger macht. - Derart wird es eine wahrhaft lebende Sprache werden, die eine Weltkultur erschafft und nationslose Geisteshaltung. Sie wird bei der Beseitigung der Ländergrenzen mithelfen und dem todbringenden Pestgeruch des Patriotismus den Garaus machen.“

## Werke
- Eugène Lanti: Absolutismo. Eldono De Sat Kaj Fle, 1934 (Esperanto).
- Eugène Lanti, Waringhien: Leteroj. Sennacieca Asocio Tutmonda, 1940 (Esperanto).
- Eugène Lanti: Manifesto de la sennaciistoj kaj dokumentoj pri sennaciismo. Sennacieca Asocio Tutmonda, 1951 (Esperanto).